# Vard Group
Vard Group AS , anciennement STX Europe, est un groupe de chantiers navals dont le siège est à Ålesund. Le groupe de chantiers navals italien Fincantieri est le propriétaire majoritaire du groupe. Vard possède cinq chantiers navals en Norvège, un au Brésil, deux en Roumanie et un au Vietnam. 
Les chantiers navals norvégiens s'appellent Vard Aukra, Vard Brattvåg, Vard Brevik, Vard Langsten et Vard Søviknes.

## Histoire
STX Europe a été créé après que le groupe industriel sud-coréen STX Group a acquis la société Aker Yards ASA en 2008. Aker Yards ASA était le plus grand groupe de construction navale en Europe, et le cinquième au monde avec un total de 19 chantiers navals en Norvège (six), en Finlande (trois), en Allemagne (deux), en France (deux), en Roumanie (Tulcea et Brăila), en Ukraine (un), au Vietnam (Vũng Tàu) et le Brésil (Ipojuca). À la suite de l'acquisition d'Aker Yards ASA, STX a vendu la plupart des chantiers Aker Yards et possède actuellement deux chantiers en Finlande et deux chantiers en France avec l'État français. Les chantiers navals finlandais et français construisent des navires de croisière et des ferries de passagers plus grands. Les chantiers navals norvégiens, roumains, brésiliens et vietnamiens qui développent et construisent des navires spéciaux pour l'offshore sont depuis 2010 cotés à Singapour sous le nom de STX OSV et ont changé en 2013 leur nom en VARD dans le cadre de la vente par STX de toutes ses parts dans l'entreprise au groupe de chantiers navals italien Fincantieri, qui est aujourd'hui propriétaire majoritaire du groupe VARD.
Le groupe industriel norvégien Aker ASA a créé Aker Yards en tant que groupe de chantiers navals en 1998, qui, au moment de sa création, comprenait six chantiers navals. Pendant la période d'Aker ASA en tant que propriétaire principal d'Aker Yards (1998-2007), le groupe de chantiers navals s'est développé grâce à plusieurs acquisitions et à une croissance organique. Aker Yards a été coté en bourse en 2004 dans le cadre de l'intégration du chantier naval de Kvaerner dans Aker Yards. Aker ASA a vendu toutes ses parts dans Aker Yards ASA lors d'une vente à des investisseurs financiers en 2007 .

## Construction navale

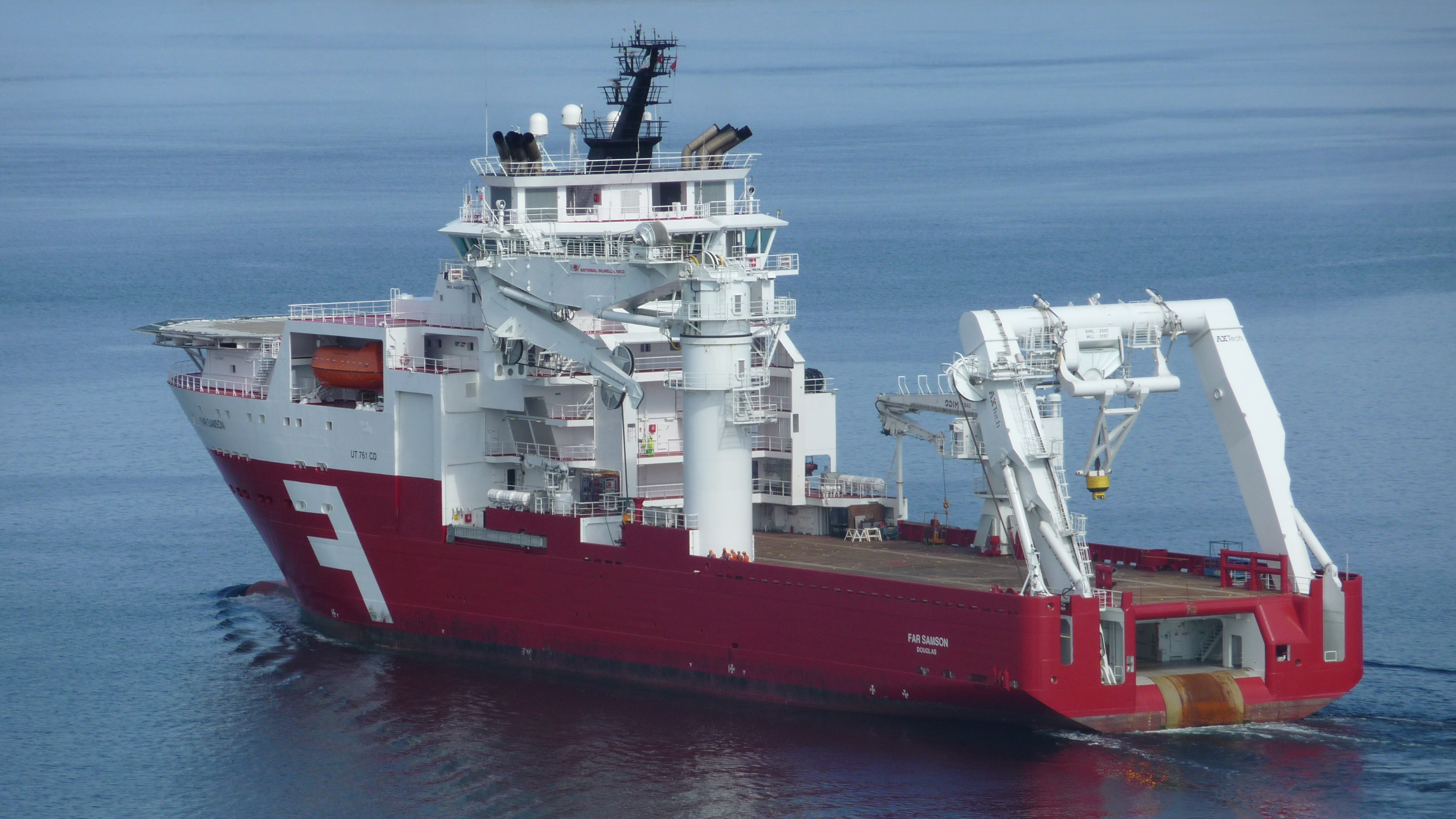
Far Samson en 2010

Les norvégiens sont des spécialistes du navire de service offshore pour la production de pétrole . Le remorqueur de manutention d'ancre Far Samson, d'une force de traction de 423  tonnes, est l'un des remorqueurs les plus puissants jamais construits. Les chantiers navals roumains VARD livrent généralement les coques.
- Skandi Africa (2015), navire poseur de canalisations,
- Seaway Petrel (2003), le navire océanographique actuel RV Petrel,
- El Moundijd (2011), navire de remorquage d'urgence,
- KL Saltfjord (2010), remorqueur,
- FS Marjata (2016), navire océanographique,
- Hanseatic nature et Hanseatic inspiration (2019), navire de croisière.
- Viking Octantis (2021)
- Viking Polaris (2022)